# Poecilopsis boreas
Poecilopsis boreas là một loài bướm đêm trong họ Geometridae.